# 生活協同組合パルシステム神奈川ゆめコープ
生活協同組合パルシステム神奈川ゆめコープ（せいかつきょうどうくみあいパルシステムかながわゆめコープ）は、神奈川県横浜市港北区に本部をおく生活協同組合。パルシステム生活協同組合連合会に加盟。
組合員数は271,743人（2012年3月）。

## 沿革
- 1975年 - けんぽく生活協同組合設立。
- 1984年 - 川崎市職員生活協同組合設立。
- 1989年 - 首都圏コープ事業連合（現在のパルシステム生活協同組合連合会）に加盟する。
- 1995年 - 川崎市職員生活協同組合から生活協同組合ゆいが分離独立。
- 2000年 - けんぽく生活協同組合と生活協同組合ゆいが合併。生活協同組合神奈川ゆめコープとなる。
- 2006年 - 生活協同組合パルシステム神奈川ゆめコープに名称変更。
- 2020年 - 生活協同組合パルシステム神奈川に名称変更。

## 事業所一覧
- 相模センター
- 大和センター
- 麻生センター
- 横浜南センター
- 横浜北センター
- 横浜中センター
- 鶴見センター
- 藤沢センター
- 平塚センター
- 横須賀センター
- 宮前センター
- ぬくもり御園
- ぬくもり東林間
- ぬくもり東大沼
- ぬくもり川崎
- ぬくもり藤が丘
- ぬくもり横浜北
- 鎌倉事務所